# 승찬 (승려)

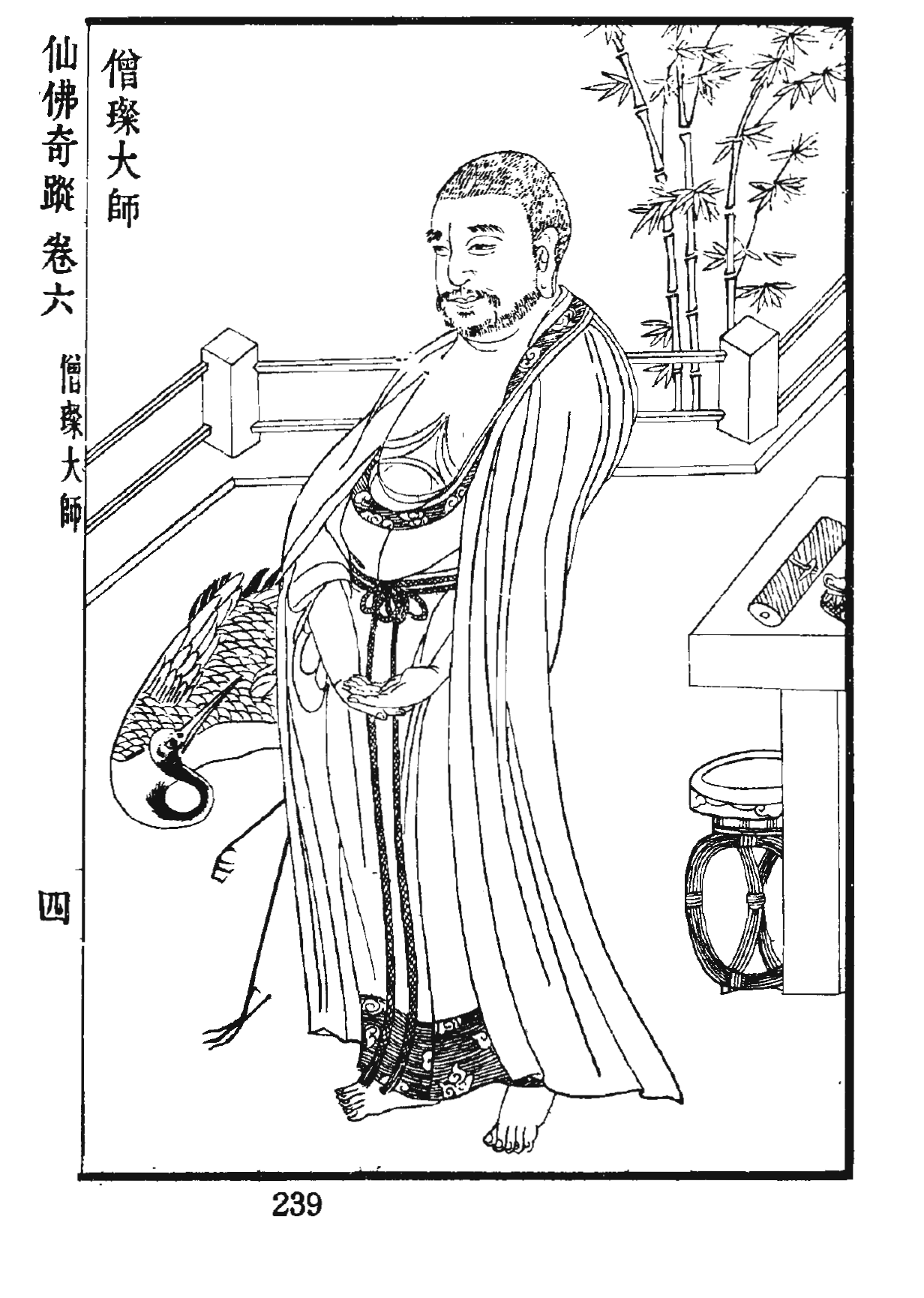
선불기적 6권 승찬대사 삽화

승찬(僧璨, ?년~606년)는 수나라의 승려이며 선종(禪宗)의 제3대 조사이다.
승찬은 40살이 넘어서야 2대 조사인 혜가를 만날 수 있었고, 그때 문둥병까지 앓고 있었다.

## 생애
승찬은 속인의 신분으로 혜가를 처음 만났다. 이때, 혜가에게 문둥병의 원인이 된 죄를 참회시켜 달라고 하였다.
혜가는 승찬에게 참회시켜 줄 죄를 가져오라고 했다. 승찬은 죄를 찾아도 찾을 수가 없다고 했다. 그러자 혜가는 승찬에게 죄는 모두 참회되었다고 했다. 그리고 불법승 삼보에 의지하라고 했다. 승찬은 승보는 큰 스님인 줄 알겠으나, 불보와 법보는 모른다고 하였다.
혜가는 마음이 부처요 마음이 법이다라고 하면서, 법과 부처는 둘이 아니고 승보도 또한 그렇다고 했다. 승찬은 비로소 죄의 성품이 마음의 안, 밖, 중간 어디에 있지 않음을 깨달았다고 했다. 마음처럼 불보와 법보도 둘이 아님을 알았다고 했다.
혜가는 승찬의 머리를 직접 깎아주며 스님들의 구슬보배라는 의미로 구슬 찬(璨)을 써서 승찬이라는 법명도 내려주었다. 광복사(光福寺)에서 구족계(具足戒)를 문둥병이 점차 나아져, 2년간 혜가를 시봉하였다.
혜가의 명에 따라 위진남북조의 혼란을 피해 서주(舒州)의 환공산(晥公山)에 숨어 살았다. 이때, 4대조사인 도신에게 불법을 전했다. 이후, 나부산(羅浮山) 숨어살다가 다시 예전에 있던 곳으로 돌아갔다.
606년 법회하다가 큰 나무 밑에 서서 합장하고 임종하였다.

## 게송
꽃씨가 비록 땅을 인연하여
땅 위에 씨앗 꽃을 피우나
꽃씨는 나는 성품이 없나니
땅에도 또한 남이 없도다.